# Paraje, New Mexico
Paraje, New Mexico (енгл. Paraje) насељено је место без административног статуса у америчкој савезној држави Њу Мексико.

## Демографија
По попису из 2010. године број становника је 777, што је 108 (16,1%) становника више него 2000. године.
| Група             | 2000.     | 2010.     |
| Белци             | 21 (3,1%) | 16 (2,1%) |
| Афроамериканци    | 2 (0,3%)  | 2 (0,3%)  |
| Азијати           | 0 (0,0%)  | 17 (2,2%) |
| Хиспаноамериканци | 29 (4,3%) | 27 (3,5%) |
| Укупно            | 669       | 777       |